# Ramón Torres (poète)
Pour le joueur de baseball, voir Ramón Torres.
Pour les articles homonymes, voir Torres.
Francisco Pache Torres, né à Higüey (République dominicaine) le 18 juillet 1949 et connu sous son nom de scène Ramón Torres, est un auteur-compositeur-interprète dominician.
Il est considéré comme l'un des pionniers de la bachata moderne pour son rôle dans la redéfinition du genre en incluant des paroles romantiques, des mélodies de guitare et la mise en œuvre de nouveaux instruments tels que le piano et l'accordéon.

## Jeunesse
Ramón Torres est né le 18 juillet 1949 à Higüey en République dominicaine, fils de parents dominicains (Ruperto Pache et Catalina Torres). Dès l'âge de 10 ans, il a commencé à travailler de jour en suivant des cours la nuit. À cette époque, il a commencé à lire avec les paguitos de Targuán et parle aujourd'hui de ses nombreux livres et de sa prédilection pour Juan Bosch, Joaquín Balaguer et les romans de Gabriel García Márquez.

## Carrière musicale
En 1997, à la suite de la liquidation de la société de la zone franche, il enregistre son premier single The Stars Will Shine et déménage à Santo Domingo sous le label « Radhames Aracena ».
Ses premières chansons enregistrées en 1977, telles que La Segunda Carta, Contigo hasta el final, Mi gran Secreto, Para que sirven palabras, Eres Mía, Lo que paso paso, Las estrellas brillarán, La maquina, No speak spanish, entre autres.
Parmi les artistes qui ont le plus fait pour le genre figurent José Manuel Calderón, Luis Segura, Leonardo Paniagua et Marinito Pérez, en ce qui concerne le rythme, il considère qu'il doit être divisé entre avant et après Antony Santos[incompréhensible].

## Discographie

### Albums
- Mi San Juan (2002)
- El Rey del Bachateo (2002)
- Yo la Hice Mujer (2014)
- Si Hubiese Muerto Ayer (2014)
- Entre Ayer y Hoy (2014)
- Café Con Leche (2015)
- Mis Éxitos (2016)

### Singles
- Las estrellas brillarán (1997)
- La segunda carta (1997)
- Contigo hasta el final (1997)
- Mi gran secreto (1997)
- Para que sirven palabras (1997)
- Eres Mía (1997)